# 小行星6443
小行星6443（英語：6443 Harpalion）是一颗围绕太阳公转的小行星。1988年9月14日，舒爾特·巴斯在托洛洛山发现了此天体。
这颗小行星的绝对星等为199.65102等。小行星6443以希臘神話的人物哈耳帕利翁命名。